# 柴又
柴又（しばまた）は、東京都葛飾区の地名。現行行政町名は柴又一丁目から柴又七丁目。住居表示実施済区域。

## 地理
古くから題経寺（柴又帝釈天）の門前町として知られていたが、映画『男はつらいよ』の舞台となったことでさらに広く認知されるようになった。江戸川の西岸に位置し、対岸の千葉県松戸市・矢切地区とを結ぶ渡し船「矢切の渡し」の渡し場がある。概ね住宅地からなり、北には金町が隣接し、北東に金町浄水場が立地する。東は江戸川の対岸に千葉県の下矢切が、南に鎌倉が、西に高砂と新宿がある。
帝釈天界隈は、環境省の「日本の音風景100選」に選定されている。

### 地価
住宅地の地価は、2025年（令和7年）1月1日の公示地価によれば、柴又1-29-15の地点で34万9000円/m2となっている。

## 歴史

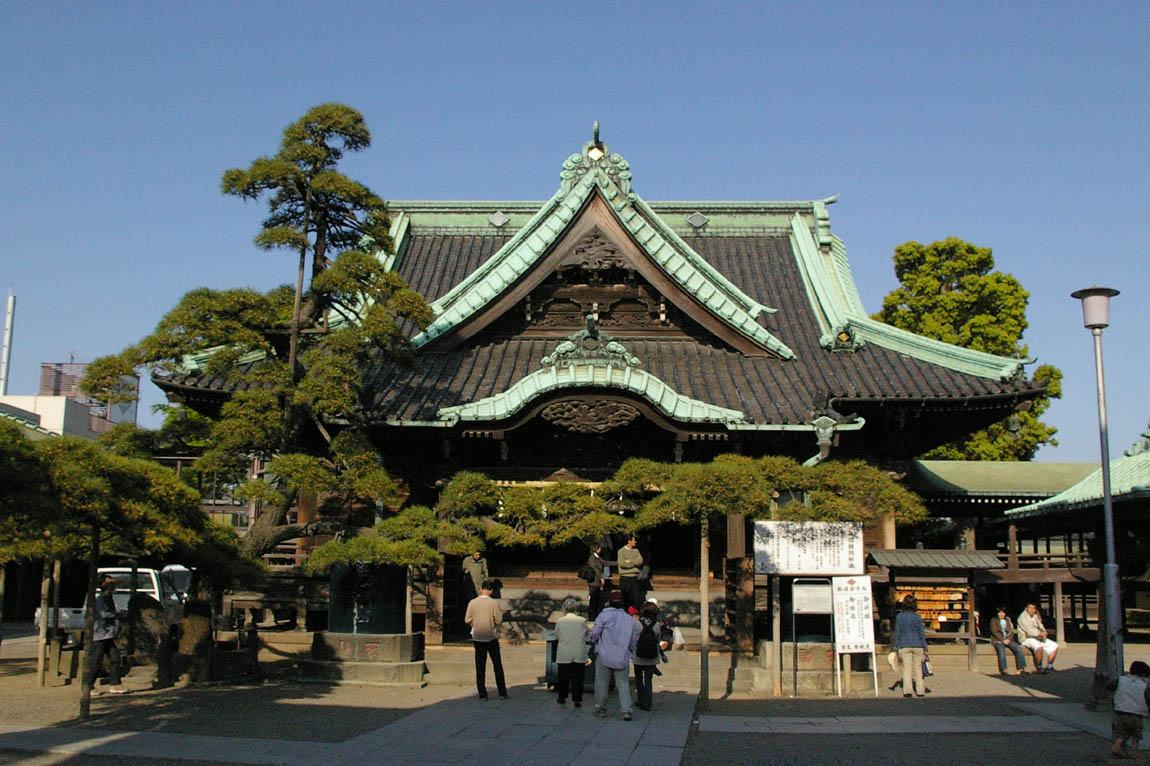
柴又帝釈天

正倉院に残る養老5年（721年）「下総国葛飾郡大嶋郷戸籍」に記されている「嶋俣里」（しままたのり）の比定地（推定される場所）である。男165人、女205人の42戸370人が居住していたという。以後「嶋俣」の地名は応永5年（1398年）の葛西御厨田数注文に至るまで文書に多数見受けられ、永禄2年（1559年）の小田原衆所領役帳において初めて「柴俣」（しばまた）が登場する。
近代に入り、南葛飾郡柴又村と号したが、貧しい村は小学校を作ることができなかったため、子供を金町小学校に通学させるために、ほどなくして同郡金町村と併合して同村の一字となった。1932年（昭和7年）、東京市に併合され葛飾区柴又町と名乗り、題経寺界隈を1丁目とし他2および3丁目を設けた。1967年（昭和42年）には住居表示の変更が行われ、同区新宿町4丁目の半部を併合。新域に柴又1-3丁目と町名を付し、旧町を同4-7丁目と改め今日に至っている。そのため、いまだに「柴又町内会」には柴又2丁目と3丁目は含まれておらず、別途「北野町内会」が組織されている。
柴又八幡神社の社殿下付近は「柴又八幡神社古墳」と呼ばれる古墳である。
景観設計・まちづくり・地域活性化 [葛飾柴又帝釈天参道周辺のまちなみ]が、2009年度グッドデザイン賞受賞。
2018年（平成30年）2月13日に「葛飾柴又の文化的景観」が都内初の国の重要文化的景観に選定された。

## 世帯数と人口
2023年（令和5年）1月1日現在（東京都発表）の世帯数と人口は以下の通りである。
| 丁目       | 世帯数     | 人口     |
| ---------- | ---------- | -------- |
| 柴又一丁目 | 2,245世帯  | 4,072人  |
| 柴又二丁目 | 1,302世帯  | 2,720人  |
| 柴又三丁目 | 1,903世帯  | 3,955人  |
| 柴又四丁目 | 2,089世帯  | 3,933人  |
| 柴又五丁目 | 1,782世帯  | 3,546人  |
| 柴又六丁目 | 1,640世帯  | 3,148人  |
| 柴又七丁目 | 784世帯    | 1,533人  |
| 計         | 11,745世帯 | 22,907人 |

### 人口の変遷
国勢調査による人口の推移。
| 年                 | 人口   |
| ------------------ | ------ |
| 1995年（平成7年）  | 24,037 |
| 2000年（平成12年） | 23,355 |
| 2005年（平成17年） | 23,010 |
| 2010年（平成22年） | 23,079 |
| 2015年（平成27年） | 22,358 |
| 2020年（令和2年）  | 22,512 |

### 世帯数の変遷
国勢調査による世帯数の推移。
| 年                 | 世帯数 |
| ------------------ | ------ |
| 1995年（平成7年）  | 9,031  |
| 2000年（平成12年） | 9,200  |
| 2005年（平成17年） | 9,388  |
| 2010年（平成22年） | 9,916  |
| 2015年（平成27年） | 9,822  |
| 2020年（令和2年）  | 10,522 |

## 学区
区立小・中学校に通う場合、学区は以下の通りとなる（2021年4月時点）。
| 丁目       | 街区符号         | 小学校               | 中学校             |
| ---------- | ---------------- | -------------------- | ------------------ |
| 柴又一丁目 | 40〜45番         | 葛飾区立柴又小学校   | 葛飾区立桜道中学校 |
| 柴又一丁目 | 46〜48番         | 葛飾区立柴又小学校   | 葛飾区立常盤中学校 |
| 柴又一丁目 | 1〜28番 33〜39番 | 葛飾区立北野小学校   | 葛飾区立桜道中学校 |
| 柴又一丁目 | 29〜32番         | 葛飾区立北野小学校   | 葛飾区立常盤中学校 |
| 柴又二丁目 | 3番              | 葛飾区立北野小学校   | 葛飾区立常盤中学校 |
| 柴又二丁目 | 1〜2番 4〜22番   | 葛飾区立北野小学校   | 葛飾区立新宿中学校 |
| 柴又三丁目 | 1〜28番 33〜36番 | 葛飾区立北野小学校   | 葛飾区立常盤中学校 |
| 柴又三丁目 | 29〜32番         | 葛飾区立柴又小学校   | 葛飾区立常盤中学校 |
| 柴又四丁目 | 全域             | 葛飾区立柴又小学校   | 葛飾区立桜道中学校 |
| 柴又五丁目 | 全域             | 葛飾区立東柴又小学校 | 葛飾区立桜道中学校 |
| 柴又六丁目 | 1～13番 22～38番 | 葛飾区立東柴又小学校 | 葛飾区立桜道中学校 |
| 柴又六丁目 | 14〜21番         | 葛飾区立東柴又小学校 | 葛飾区立常盤中学校 |
| 柴又七丁目 | 全域             | 葛飾区立柴又小学校   | 葛飾区立常盤中学校 |

## 事業所
2021年（令和3年）現在の経済センサス調査による事業所数と従業員数は以下の通りである。
| 丁目       | 事業所数  | 従業員数 |
| ---------- | --------- | -------- |
| 柴又一丁目 | 157事業所 | 780人    |
| 柴又二丁目 | 52事業所  | 566人    |
| 柴又三丁目 | 75事業所  | 711人    |
| 柴又四丁目 | 150事業所 | 990人    |
| 柴又五丁目 | 80事業所  | 640人    |
| 柴又六丁目 | 71事業所  | 358人    |
| 柴又七丁目 | 80事業所  | 579人    |
| 計         | 665事業所 | 4,624人  |

### 事業者数の変遷
経済センサスによる事業所数の推移。
| 年                 | 事業者数 |
| ------------------ | -------- |
| 2016年（平成28年） | 650      |
| 2021年（令和3年）  | 665      |

### 従業員数の変遷
経済センサスによる従業員数の推移。
| 年                 | 従業員数 |
| ------------------ | -------- |
| 2016年（平成28年） | 4,195    |
| 2021年（令和3年）  | 4,624    |

## 交通

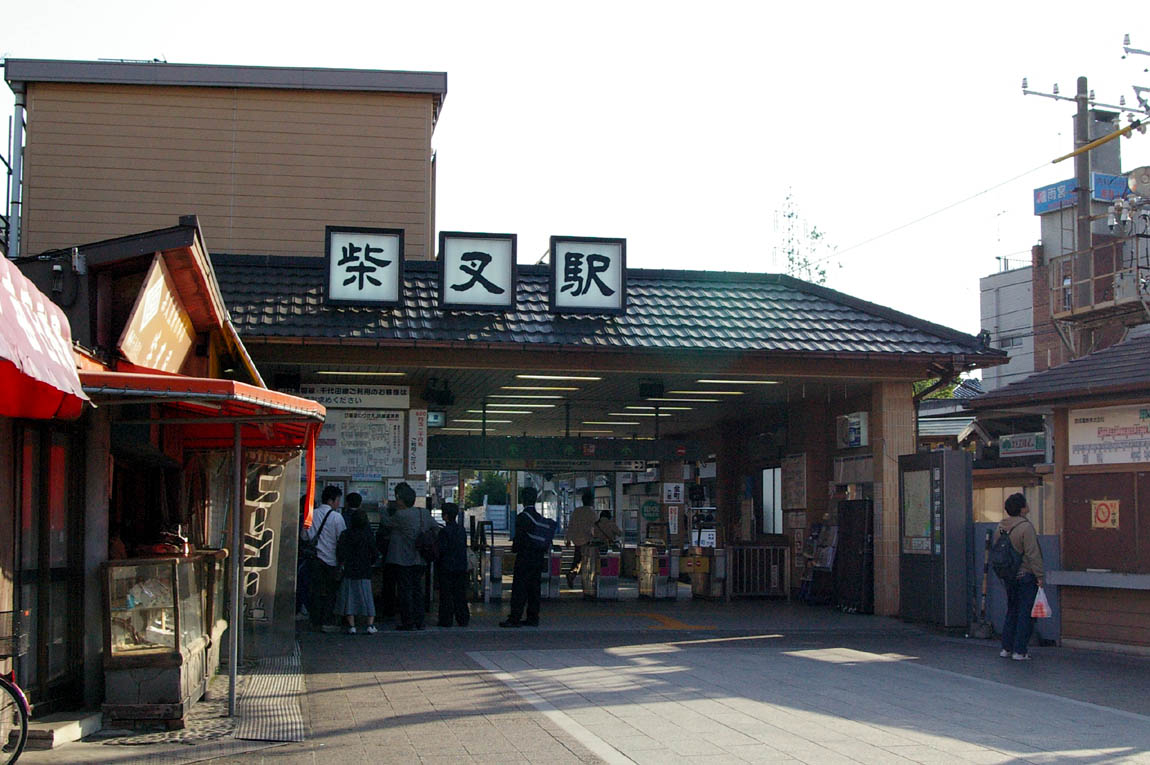
柴又駅

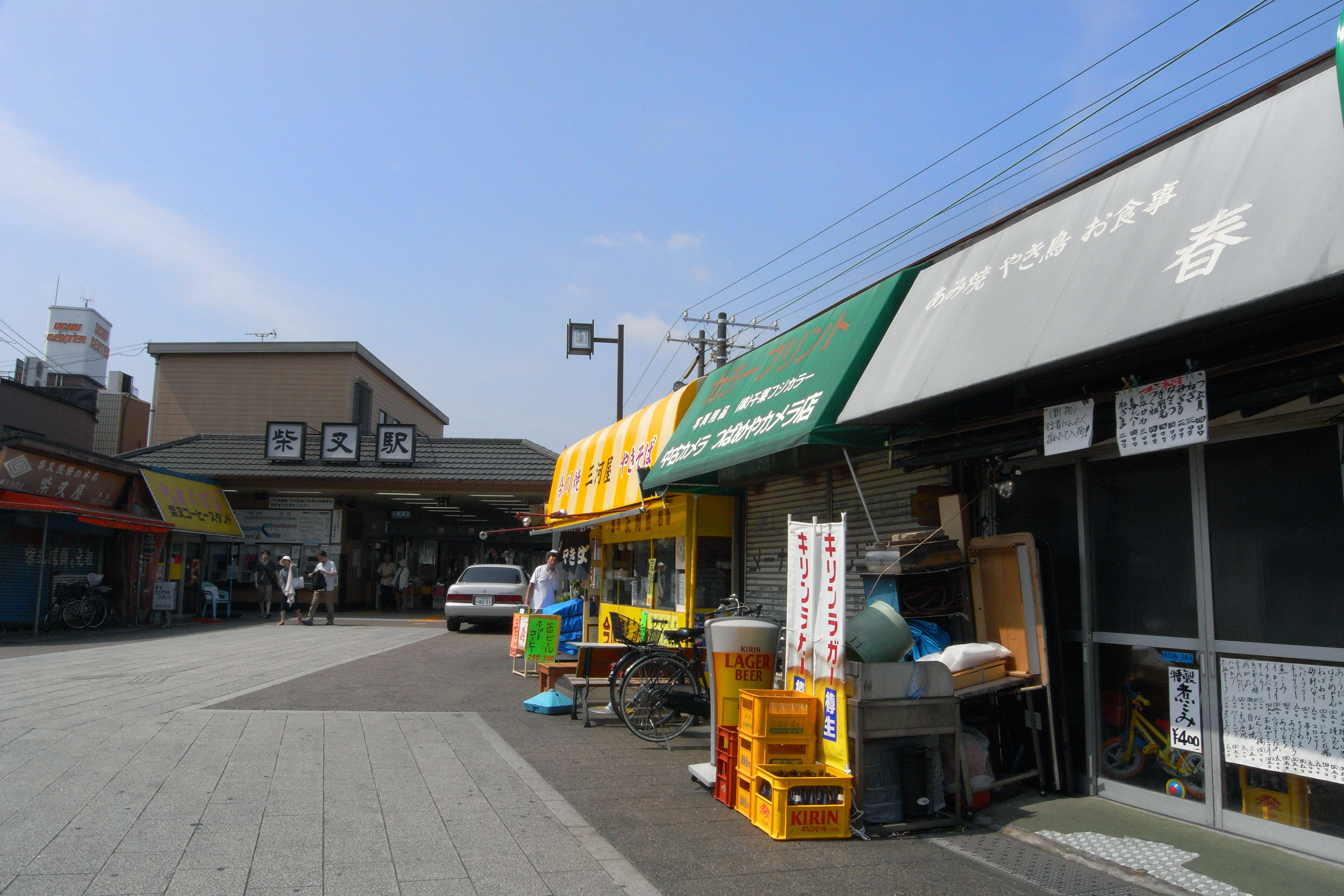
柴又駅前

新柴又駅

### 鉄道
- 京成電鉄
  - 金町線：柴又駅
- 北総鉄道
  - 北総線：新柴又駅

上記のほか、京成本線・京成金町線・北総鉄道北総線の京成高砂駅も徒歩圏内にある。

### 路線バス
京成バス
- 柴又帝釈天バス停
- 柴又六丁目バス停
- 柴又小学校バス停
- 新柴又駅バス停

京成タウンバス
- 古録天神バス停
- 柴又一丁目バス停

### カーシェアリング付き駐車場
- タイムズ柴又（柴又一丁目）[注 2]
- リパーク柴又1丁目第2（京成金町線柴又駅から徒歩約5分[23]）

### 道路・橋梁
- 東京都道307号王子金町江戸川線（柴又街道）
- 東京都道451号江戸川堤防線
- 東京都道468号堀切橋金町浄水場線

## 施設

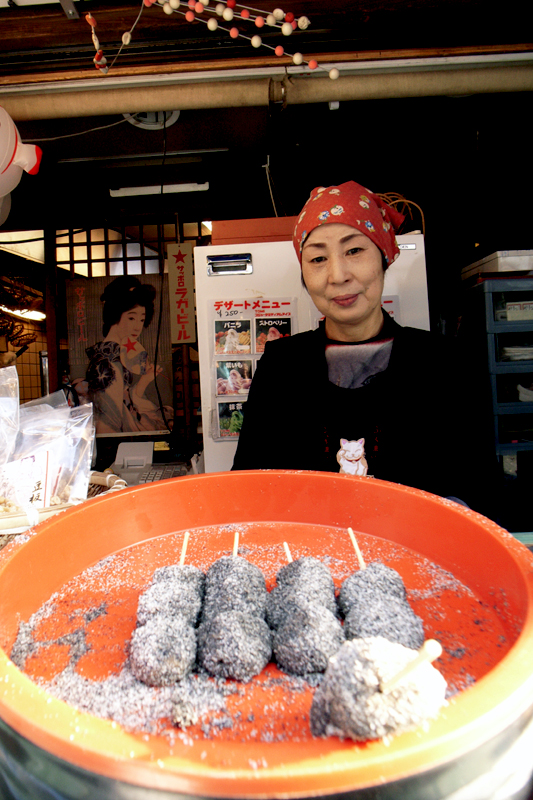
柴又6-7丁目には団子を売る店が多い

### 行政機関
- 葛飾区柴又区民サービスコーナー

### 警察・消防
- 東京消防庁金町消防署柴又出張所
- 警視庁亀有警察署柴又交番
- 警視庁亀有警察署柴又二丁目交番

### 郵便局
- 葛飾柴又郵便局
- 葛飾柴又一郵便局

### 教育・保育
- 葛飾区立北住吉幼稚園
- 葛飾区立東柴又幼稚園
- 柴又帝釈天付属ルンビニー幼稚園
- 葛飾区立白鷺保育園
- 社会福祉法人北野保育園
- 社会福祉法人柴又学園保育園
- 社会福祉法人ひかり学園保育園
- 葛飾区立北野小学校
- 葛飾区立柴又小学校
- 葛飾区立東柴又小学校
- 葛飾区立桜道中学校

### 観光
- 葛飾区観光文化センター・葛飾柴又寅さん記念館
- 葛飾区山本亭

## 史跡・寺社
- 題経寺（柴又帝釈天）
- 矢切の渡し：細川たかしのヒット曲「矢切の渡し」でも知られる。
- 柴又八幡神社：前方後円墳（柴又八幡神社古墳）上に社殿がある。
- 真勝院
- 良観寺
- 医王寺
- 宝生院

## 柴又出身の有名人
- 市橋秀夫 - 医学者、精神科医、元福島大学障害児病理教授
- 後藤忠治 - セントラルスポーツ創業者、社会スポーツセンター会長、東京オリンピック競泳400mリレー4位入賞
- 三遊亭仁馬 - 落語家
- 高城剛 - ハイパーメディアクリエーター
- 森川由加里 - 歌手
- 門馬良 - 演歌歌手、RKBラジオパーソナリティ
- 戸崎貴広 - 元TBSアナウンサー

## その他

### 日本郵便
- 郵便番号 : 125-0052[4]（集配局 : 葛飾新宿郵便局[24]）。